# 铁建重工
中国铁建重工集团股份有限公司（英語：China Railway Construction Heavy Industry Corporation Limited；上交所：688425，简称：铁建重工）是中国铁道建筑集团有限公司旗下的一家上市公司，主要生产鐵路施工机械，如集隧道施工智能装备、高端轨道设备装备，总部在湖南省长沙市长沙经济技术开发区东七线88号。

## 沿革
2007年，铁建重工由中国铁道建筑集团有限公司正式建立，它主要生产和制造轨道系统、掘进机、隧道施工装备。2021年6月22日，铁建重工在科创板上市，成为第72家上市的湖南公司，每股发行价2.87元。